# Pohár EFAF
Pohár EFAF je klubová soutěž v americkém fotbalu mezi evropskými týmy pořádaná organizací EFAF (European Federation of American Football). Byla založena v roce 2002.

## Jednotlivá finále - pohár EFAF
| Ročník | Vítěz                 | Poražený finalista    | Výsledky |
| ------ | --------------------- | --------------------- | -------- |
| 2002   | Graz Giants           | Badalona Drags        | 51:12    |
| 2003   | Carlstad Crusaders    | Tirol Raiders         | 28:7     |
| 2004   | Tirol Raiders         | Farnham Knights       | 45:0     |
| 2005   | Marburg Mercenaries   | Elancourt Templiers   | 49:14    |
| 2006   | Graz Giants           | Eidsvoll 1814s        | 37:20    |
| 2007   | Graz Giants           | Hohenems Blue Devils  | 28:26    |
| 2008   | Berlin Adler          | Parma Panthers        | 29:0     |
| 2009   | Prague Panthers       | Thonon Black Panthers | 35:12    |
| 2010   | Calanda Broncos       | Carlstad Crusaders    | 17:3     |
| 2011   | London Blitz          | Kragujevac Wild Boars | 29:7     |
| 2012   | Søllerød Gold Diggers | Triangle Razorbacks   | 31:21    |
| 2013   | Thonon Black Panthers | L'Hospitalet Pioners  | 66:6     |